# Alí ibn Reverter
Abu-l-Hàssan Alí ibn Ruburtayr o Reverter (? - al-Umra, Tunísia, 1187) era el segon fill de Reverter I vescomte de Barcelona. Abandonà la fe i els territoris cristians per unir-se als musulmans.
El seu nom cristià no es coneix. Quan el seu pare va morir el 1142 en combat contra els almohades, va assolir el comandament de l'exèrcit cristià de Taixfín ibn Alí, el soldà almoràvit del Marroc. El 1146 el nou soldà Abd-al-Mumin ibn Alí va prohibir als cristians romandre als seus dominis, i llavors es va fer musulmà i va agafar el nom àrab.
Quan van caure els almoràvits va servir els almohades. El 1183 el soldà Yaqub al-Mansur el va enviar a Mallorca per prendre l'illa als Banu Ghàniya, però fou fet presoner per l'almirall almoràvit Alí ibn Maymun, contrari a la dominació almohade. Ibn Ruburtayr va aconseguir escapar i revoltar l'illa a favor del seu senyor, fins que va col·locar un sobirà addicte al tron.
Llavors va deixar Mallorca i va tornar al Marroc, on fou executat el 1187 després de caure en poder dels Banu Ghàniya. Altres fonts diuen que va morir en la batalla de Gumart el 1186.